# گمینا سانوک
گمینا سانوک (به لهستانی:  Gmina Sanok) یک گمینا در لهستان است که در شهرستان سانوک واقع شده‌است. گمینا سانوک ۲۳۱٫۳۸ کیلومتر مربع مساحت و ۱۶٬۸۰۲ نفر جمعیت دارد.